# PT Возничего
PT Возничего (лат. PT Aurigae) — одиночная переменная звезда в созвездии Возничего на расстоянии (вычисленном из значения параллакса) приблизительно 22432 световых лет (около 6878 парсеков) от Солнца. Видимая звёздная величина звезды — от +14m до +13,3m.

## Характеристики
PT Возничего — красная пульсирующая медленная неправильная переменная звезда (LB:) спектрального класса M3. Эффективная температура — около 3298 K.